# Галледар
Галледа́р, или Галле-Дар, или Галеда́р, или Гиледа́р, или Каледа́р (перс. گلهدار‎) — небольшой город на юге Ирана, в провинции Фарс. Входит в состав шахрестана Мохр. По данным переписи, на 2006 год население составляло 9 982 человека.

## География
Город находится в южной части Фарса, в горной местности юго-восточного Загроса, на высоте 452 метров над уровнем моря.
Галледар расположен на расстоянии приблизительно 210 километров к югу от Шираза, административного центра провинции и на расстоянии 890 километров к юго-юго-востоку (SSE) от Тегерана, столицы страны.